# Sallsjön
Sallsjön är en sjö i Dorotea kommun i Lappland och ingår i Ångermanälvens huvudavrinningsområde. Sjön har en area på 4,61 kvadratkilometer och ligger 316,9 meter över havet. Sjön avvattnas av vattendraget Sallsjöån (Eldsjöån).

## Delavrinningsområde
Sallsjön ingår i det delavrinningsområde (711728-153938) som SMHI kallar för Utloppet av Sallsjön. Medelhöjden är 327 meter över havet och ytan är 13,79 kvadratkilometer. Räknas de 11 avrinningsområdena uppströms in blir den ackumulerade arean 183,1 kvadratkilometer. Sallsjöån (Eldsjöån) som avvattnar avrinningsområdet har biflödesordning 5, vilket innebär att vattnet flödar genom totalt 5 vattendrag innan det når havet efter 272 kilometer. Avrinningsområdet består mestadels av skog (47 procent) och sankmarker (14 procent). Avrinningsområdet har 4,61 kvadratkilometer vattenytor vilket ger det en sjöprocent på 33,4 procent.